# Agrochola nigra
Agrochola nigra là một loài bướm đêm trong họ Noctuidae.